# Raveena Tandon
Raveena Tandon est une actrice et productrice indienne née le 26 octobre 1974 à Bombay.

## Filmographie

### Actrice

#### Cinéma
- 1991 : Patthar Ke Phool : Kiran Khanna
- 1992 : Jeena Marna Tere Sang
- 1993 : Bangaru Bullodu
- 1993 : Divya Shakti : Priya
- 1993 : Ek Hi Raasta : Priya Choudhry
- 1993 : Kshatriya : Neelima (Mirtagarh)
- 1993 : Parampara : Vijaya
- 1993 : Pehla Nasha : Mrs. Avantika Bajaj
- 1994 : Aatish: Feel the Fire : Nisha
- 1994 : Andaz Apna Apna : Raveena
- 1994 : Dilwale : Sapna
- 1994 : Imtihaan : Priti
- 1994 : Insaniyat : Salma
- 1994 : Laadla : Kaajal
- 1994 : Mohra : Roma Singh
- 1994 : Saadu
- 1994 : Zamane Se Kya Darna : Anju Rajpal
- 1995 : Saajan Ki Baahon Mein : Sapna Narang
- 1995 : Taqdeerwala : Lilly
- 1995 : Zamaana Deewana : Priya Singh
- 1996 : Ek Anari Do Khiladi : Priya Rao
- 1996 : Khiladiyon Ka Khiladi : Priya
- 1996 : Rakshak
- 1996 : Vijeta : Inspector Vijayalaxmi
- 1997 : Daava : Seema
- 1997 : Deewana Mastana : Sexy girl (Special appearance) (non créditée)
- 1997 : Ghulam-E-Musthafa : Kavita
- 1997 : Gupt: The Hidden Truth : Sheetal Choudhry (voix, non créditée)
- 1997 : Ziddi : Jaya
- 1998 : Aunty No. 1 : Sandhya
- 1998 : Bade Miyan Chote Miyan : Seema Singh
- 1998 : Barood : Neha Singhal
- 1998 : Dulhe Raja : Kiran Singhania
- 1998 : Gharwali Baharwali : Kaajal A. Verma
- 1998 : Keemat: They Are Back : Sharmili
- 1998 : Pardesi Babu : Karuna
- 1998 : Salaakhen : Neha G. Rao
- 1998 : Vinashak - Destroyer : Kajol Agnihotri
- 1999 : Anari No. 1 : Sapna
- 1999 : Gair : Madhu
- 1999 : Jai Hind : Gulnar
- 1999 : Rajaji : Payal
- 1999 : Shool : Manjari Singh
- 1999 : Upendra
- 2000 : Anjaane
- 2000 : Bulandi : Meena
- 2000 : Ghaath
- 2000 : Jung : Naina V. Chauhan
- 2000 : Kahin Pyaar Na Ho Jaaye : Nisha
- 2000 : Tune Mera Dil Le Liyaa : Janam / Reshma
- 2001 : Aalavandhan : Tejaswini
- 2001 : Abhay : Tejaswini (Teju)
- 2001 : Akasa Veedhilo : Indu
- 2001 : Aks : Neeta
- 2001 : Daman: A Victim of Marital Violence : Durga Saikia
- 2001 : Officer : Meenal Patel / Namita Sharma
- 2002 : Agnivarsha: The Fire and the Rain : Vishakha
- 2002 : Akhiyon Se Goli Maare : Kiran Bhangare
- 2002 : Soch : Preeti Sardesai
- 2002 : Waah! Tera Kya Kehna : Salma Khan
- 2003 : Ek Hindustani
- 2003 : LOC Kargil : la femme de Rampal
- 2003 : Pran Jaaye Par Shaan Na Jaaye : Laxmi Rathod
- 2003 : Qayamat: City Under Threat : Mamta
- 2003 : Sandhya : Doctor
- 2003 : Satta : Anuradha S. Sehgal / Anuradha V. Chauhan
- 2003 : Stumped : Reena R. Seth
- 2003 : Tareekh
- 2004 : Aan: Men at Work : Roshni Verma
- 2004 : Dobara : Ria
- 2004 : Ek Se Badhkar Ek : Kanchan Dhillon
- 2004 : Jaago : Shweta
- 2004 : Police Force: An Inside Story : Roma
- 2004 : Yeh Lamhe Judaai Ke : Jaya
- 2005 : Laakhan
- 2005 : Pehchaan: The Face of Truth : Advocate Mridula Milind Khanna
- 2006 : Sandwich : Nisha S. Singh
- 2011 : Bbuddah... Hoga Terra Baap : Kamini
- 2012 : Shobhna's Seven Nights : Shobhna
- 2014 : Paandavulu Paandavulu Thummeda : Sathya
- 2015 : Bombay Velvet : Dahlia (en tant que Raveena Tandon Thadani)
- 2015 : Do Chehre
- 2017 : Hanuman Da' Damdaar : Anjani (voix)
- 2017 : Maatr : Vidya Chauhan
- 2017 : Shab : Sonal
- 2017 : T for Taj Mahal

#### Courts-métrages
- 2002 : Nain Se Naino Ko Mila

#### Télévision

##### Séries télévisées
- 2004 : Sahib Biwi Gulam
- 2011 : Comedy Ka Maha Muqabala : Capitaines

### Productrice

#### Cinéma
- 2003 : Stumped
- 2005 : Pehchaan: The Face of Truth

## Récompenses
- 37e cérémonie des Filmfare Awards : Lux Face pour Patthar Ke Phool
- 47e cérémonie des Filmfare Awards : Filmfare spécial pour Aks
- Filmfare Award du meilleur espoir féminin en 1992 pour Patthar Ke Phool
- National Film Award de la meilleure actrice en 2000 pour Daman: A Victim of Marital Violence